# Reidar Wasenius
Reidar Wasenius, född 15 januari 1967 i Grankulla i Nyland, är en en finlandssvensk professionell röst, pedagog och frilansjournalist som är teknolog till sin utbildning.

## Arbete i affärslivet och som journalist
Wasenius är VD och grundare av AI-bolaget Lexofon Ab. Tidigare arbetade han vid Breaks Finland Ab, Soprano Abp, som VD för de finska affärsänglarnas organisation FiBAN 2017-2019 , som chef för den finska verksamheten av start-up acceleratorn Founder Institute 2015-2017 och som Personal Brainer och Aivobic-instruktör 2008-2017. På 1990 och 2000-talen arbetade Wasenius bland annat för Samsung Electronics, Nokia, Telia Finland, Tekes och Digital Equipment Corporation. Wasenius nämns som uppfinnare inom kommunikationsteknologi i ett antal patent, som beviljats i Europa, Asien och USA.    Dessutom har han arbetat som utbildningschef vid Yrkeshögskolan Arcada 1995-2000, samt som redaktör och producent i flera medier, bl.a. vid YLE. Wasenius arbetade i Helsingfors för den tvåspråkiga kommersiella lokarladiokanalen  Radio Ettan 1989–1993.  Han inledde sin radiokarriär vid YLE:s svenska språkundervisningsprogram och i radioteatern och sedan som frilansredaktör för Radio X, Yle X3M och Radiomafia. Vid Yle Fem medverkade han som expert på hjärnträning och sociala medier för det nya programmet Min Morgon 2010-2011  och som programvärd i realty-serien Simon 2014. År 2020 var han programvärd i TV-serien Innosuomi.

## Arbete som talare, utbildare och skådespelare
Wasenius har utbildat, uppträtt och jobbat på teaterscener sedan slutet av 1980-talet. Han är främst känd som röst, talare och utbildare i arbetslivet - speciellt inom digital kommunikation.   Wasenius har gett sin röst till meddelandena som hörs i Telias (tidigare i Telecom Finlands och Soneras) telefonnät i Finland sedan 1992 och han har spelat in meddelandena som hörs i VR Groups tåg. Dessutom har Wasenius anlitats som röst i automatiserade telefontjänster och som speaker för presentationsvideon. 2017 fungerade Wasenius som röst för flera animerade karaktärer i spelet Big Bang Legends av spelföretaget Lightneer.
Som skådespelare har Wasenius arbetat bland annat vid Svenska teatern i Helsingfors  och 2017 i skådespelet Pelolla Johtaminen on Perseestä (fri översättning: Det suger att leda med skräck).

## Förtroendeuppdrag
Wasenius har valts till ordförande för Ekonomiska samfundet i Finland 2021, 2022, 2023 och 2024. Före det var han styrelseordförande för Helsingfors universitets alumnförening 2020 efter att ha fungerat som vice ordförande 2017-2019. Han var 2011-2019 styrelsemedlem vid förlagsaktiebolaget Forum för ekonomi och teknik, som publicerade affärsmagasinet Forum. 2011 var Wasenius finlandssvensk mästare i storytelling, varefter han var en av Finlands två representanter i de nordiska mästerskapen.  År 2003 var han ordförande i juryn för den årliga Media & Message-tävlingen som årligen anordnas av SATU rf .